# Hexing
Hexing is een geslacht van theropode dinosauriërs, behorend tot de groep van de Maniraptoriformes, dat tijdens het vroege Krijt leefde in het gebied van het huidige China. De enige benoemde soort is Hexing qingyi.

## Vondst en naamgeving
In het begin van de eenentwintigste eeuw ontdekte een plaatselijke boer bij Xiaobeigou in Liaoning, waar zich enkele van de rijkste dinosauriërvindplaatsen ter wereld bevinden, het skelet van een theropode. Zoals meestal geschiedt in deze provincie waar de illegale fossielenhandel zeer actief is, werd het door hem achtergehouden om het ten gelde te maken, waarbij hij het zo goed mogelijk prepareerde en onvolkomenheden met valse delen aanvulde. Uiteindelijk kwam het exemplaar in handen van het geologisch museum van de Universiteit van Jilin waar het verder geprepareerd werd en de vervalsingen weer werden verwijderd.
De typesoort Hexing qingyi is in 2012 benoemd en beschreven door Jin Liyong, Chen Jun en Pascal Godefroit. De geslachtsnaam betekent "als een kraanvogel" in het Mandarijn. De soortaanduiding betekent in dezelfde taal "met slanke vleugels".
Het holotype, JLUM-JZ07b1, is gevonden in de onderste rivierafzettingen van de Yixianformatie in lagen waarvan de ouderdom volgens de beschrijvers een ondergrens heeft van 128 miljoen jaar en een bovengrens van 139 miljoen jaar. Ze zouden dus uit een etage kunnen stammen die zo jong is als het middelste Barremien of zo oud als het onderste Valanginien. Overigens is de datering sterk omstreden. Het bestaat uit een gedeeltelijk skelet met schedel. Bewaard zijn gebleven: een vrijwel complete schedel met onderkaken, een reeks van vijf halswervels en het grootste deel van de schoudergordel en de ledematen. Het betreft een jongvolwassen of volwassen exemplaar.

## Beschrijving

### Algemene bouw, grootte en onderscheidende kenmerken
Het holotype van Hexing is een klein individu: een dijbeenlengte van 135 millimeter wijst op een lichaamslengte van slechts honderdtwintig centimeter. Dat zou doen vermoeden dat het om een jong dier gaat maar de vergroeiing van de schedelelementen, de schoudergordel en de enkelbeenderen wijst erop dat het dier niet zeer ver van zijn volwassen grootte af kan hebben gelegen of die zelfs al bereikt had. In dat geval is Hexing de kleinste ornithomimosauriër die bekend is. In het algemeen is het een kleine tweevoetige vorm met een tandeloze schedel maar met rudimentaire tanden in de onderkaak.
De beschrijvers wisten enkele onderscheidende kenmerken vast te stellen. Het voorste deel van de snuit is zo sterk naar beneden gebogen vóór de onderkaken, dat het verhemelte op dit punt op eenzelfde niveau ligt als de onderrand van de onderkaak. De uitholling op het zijvlak van het bovenkaaksbeen, is zeer diep en beslaat daarvan het grootste deel van de oppervlakte. De wandbeenderen hebben een middenkam. Op het achterhoofd hangen de grote zijuitsteeksels, de processus paroccipitales, zo sterk naar beneden dat ze tot onder het niveau van het achterhoofdsgat reiken. Het dentarium van de onderkaak heeft een zijvenster. De derde vinger heeft drie kootjes in plaats van vier. De eerste kootjes van de tweede en derde vinger zijn verlengd tot meer dan driekwart van de lengte van het overeenkomstige middenhandsbeen. Het onderbeen is extreem lang met 137% van de lengte van het bovenbeen.

### Skelet

#### Schedel
De schedel van Hexing is relatief groot; dit kan met de geringe omvang van het exemplaar als geheel samenhangen. De absolute lengte is 136 millimeter. De schedelbeenderen zijn sterk gepneumatiseerd. De vorm van de schedel is langwerpig en in zijaanzicht driehoekig — de grootste hoogte is drieënvijftig millimeter — met achteraan grote oogkassen en vooraan een lage snuit. De acht centimeter lange snuit is licht afhangend zodanig dat het bovenprofiel van de schedel een bolle indruk maakt en de bovenkaaklijn een holle. De schedel kan ook beschouwd worden als opgebouwd uit twee stukken op de grens waarvan zich een knik naar beneden voordoet. Het overgangspunt valt samen met de begrenzing tussen de grote schedelopening, de fenestra antorbitalis en het voorste deel van de uitholling waarin deze ligt. Op de begrenzing bevindt zich een verticale beenstijl, een pila interfenestralis. Bij het bovenpunt van deze stijl beginnen bovenaan de neusbeenderen en onderaan de bovenkaaksbeenderen naar beneden te buigen, zodat de stijl de functie lijkt te hebben een te grote buigbelasting van de schedel op dit punt te voorkomen. De snuitpunt loopt tot onder het niveau van de onderkant van de onderkaak door en daarbij neemt de snuithoogte eerst nog wat toe doordat de onderrand van de schedel onder een steilere hoek schuin naar beneden steekt. Zo wordt een soort "eendensnaveltje" gevormd met een bol of druppelvormig uiteinde, van de rest van de bovenkaak gescheiden door een ondiepe lange inkeping. Deze configuratie als geheel is uniek. In het snaveltje bevindt zich een klein ellipsvormig neusgat. De vijfenvijftig millimeter lange uitholling vóór de pila interfenestralis is zo diep dat deze op zich al als een zijvenster beschouwd kan worden. De fenestra antorbitalis erachter is ovaal van vorm, 29,5 millimeter lang. De oogkas is recht van voren en rond aan de achterrand, als geheel met 37,8 millimeter iets hoger dan lang, 31,5 millimeter. Het onderste slaapvenster is hoog met een afgerond bovenstuk en een smalle, beitelvormige, onderkant gescheiden door een lichte insnoering vanuit de voorrand; de vorm onderaan kan niet exact worden vastgesteld doordat het quadratojugale ontbreekt.
Het voorste bot van de snuit, de praemaxilla, vormt het "snaveltje" en was bij leven hoogstwaarschijnlijk door een echte hoornsnavel bedekt, hoewel er geen verruwingen of foramina zijn die dat direct aantonen. Afhangend ligt het in het verlengde van het neusbeen. De onderste tak is niet zeer lang maar dringt het bovenkaaksbeen van het neusbeen. Als geheel is de praemaxilla vrij kort maar ze omsluit wel het grootste deel van het zeven millimeter lange neusgat. De praemaxilla is geheel tandeloos. Dat geldt ook voor de achterliggende maxilla of bovenkaaksbeen dat een langwerpig element is. Het is bovenaan naadloos vergroeid met het neusbeen. De uitholling vóór de pila interfenestralis kan een opening, een fenestra maxillaris bevat hebben maar door beschadigingen is dit niet meer waar te nemen. Tussen de inkeping in de kaakrand vooraan en de achterste buiging naar beneden, steekt het bovenkaaksbeen bol uit zodat de onderkant als geheel golvend is. Het bolle stuk correspondeert met een holle sector van de onderkaakrand met het is overdwars zo dik dat het geen snijdende functie gehad lijkt te hebben. Het neusbeen is lang en smal. Het loopt naar achteren door tot midden boven de oogkas en is overdwars gewelfd. Het traanbeen is T-vormig met een lange voorwaarts tak die tot midden boven de fenestra antorbitalis reikt. Een achterste tak steekt tussen het neusbeen en het prefrontale en is doorboord door een foramen. Het grootste deel van de bovenrand van de oogkas wordt gevormd door een nauw en lang prefrontale. Het voorhoofdsbeen is nogal kort en raakt achteraan de oogkas net. Beide voorhoofdsbeenderen zijn achteraan vergroeid tot een enkele welving van het schedeldak. De holle achterkant daarvan vormt het contact met de wandbeenderen, ze rakend in een golvende beennaad doordat ze erdoor tongvormig ingekeept worden. Het wandbeen is kort. De wandbeenderen zijn op hun raakvlak vergroeid tot een opvallende middenkam. Er is een dunne achterste tak van het wandbeen die zijdelings doorloopt tot over het achterhoofd.
Het postorbitale is driestralig. De voorste tak is kort, de achterste tak vormt een haak die deel uitmaakt van de balk tussen het bovenste en onderste slaapvenster. De onderste tak is lang, dun en naar buiten gewelfd en vormt de complete achterrand van de oogkas. De onderkant van de oogkas wordt gevormd door het jukbeen. Dat heeft vooraan een enkelvoudige tak naar het bovenkaaksbeen, zonder opgaande zijtak richting traanbeen. De achterste tak van het jukbeen is gevorkt met zijtakken richting postorbitale en onderaan naar het quadratum. Het quadratum is hoog, nauw en iets naar achteren gebogen. Bovenaan heeft het een eenvoudig afgerond contact met het squamosum waarvan geen beschrijving gegeven kon worden omdat het geheel platgedrukt was. Het heeft een kleine driehoekige voorste tak die iets vóór het kaakgewricht aansluit bij de opstaande rand van het surangulare van de onderkaak. In achteraanzicht vormt de uitholling voor het foramen quadraticum een verticale spleetvormige opening.
De vorm van het achterhoofd is lastig vast te stellen, zowel doordat de bovenste elementen naadloos vergroeid zijn, als door een extreme compressie. Zo lijkt het achterhoofdsgat extreem hoog en langgerekt maar dat is een vermoedelijk gevolg van het samengedrukt zijn van het fossiel. In ieder geval vormt boven het schedelgat het supraoccipitale een uitstekend knobbelvormig element, dat ook in zijaanzicht opvallend is. De grote zijuitsteeksels, de processus paroccipitales, zijn erg lang en moeten ook oorspronkelijk ver beneden het achterhoofdsgat hebben uitgestoken. Hun achterkanten tonen in het midden, bij de buitenrand, een spleetvormige opening. Onder het achterhoofdsgat is de schedelknobbel, de condylus occipitalis, typisch klein zoals bij de meeste ornithomimosauriërs. De knobbel, grotendeels gevormd door het basioccipitale, heeft een lange, licht ingesnoerde nek, en een middenkam over de volle lengte van de onderkant. Deze loopt onderaan tussen de normale en matig grote tubercula basilaria uit in een klein derde afhangend lobvormig element.
Van de onderkant van de schedel is weinig bekend. Door de zijkant van de fenestra antorbitalis is een grote haakvormige schuin naar boven en voren uitstekende plaat zichtbaar. Dit is geïnterpreteerd als het verhemeltebeen hoewel het dan opvallend groot is. Op de zijkant heeft het een duidelijke richel omringd door driehoekige uithollingen.

#### Onderkaken
Bij Hexing zijn de onderkaken lichtgebouwd en — vanwege de uitstekende bovensnavel — met een lengte van 115 millimeter korter dan de schedel. In het holotype is in het achterstuk van de rechteronderkaak een groot gat te zien. Dit is geen natuurlijk venster maar een beschadiging ten gevolge van de onoordeelkundige preparering door de boer, een teken hoe dun de botten zijn. Een echt en veel kleiner buitenste zijvenster bevindt zich veel verder naar voren toe. De onderkaak is achteraan vrij hoog maar de bovenrand begint onder het midden van de fenestra antorbitalis in een rechte lijn schuin naar beneden te lopen. De onderrand gaat daarin niet sterk mee en buigt al snel zelfs iets naar boven toe zodat de voorkant de vorm van een lage puntige wig zou krijgen, ware het niet dat ook de bovenrand in het allervoorste gedeelte naar boven buigt. De typische holle onderrand van andere ornithomimosauriërs ontbreekt dus.
Het voorste bot van de onderkaak, het dentarium, maakt daarvan twee derden van de lengte uit. Het heeft een zijvenster op de helft van de lengte, een uniek kenmerk. De bovenrand is niet scherp genoeg om een snijrand te hebben kunnen zijn. Bij het linkerdentarium zijn vooraan drie of vier lage kegelvormige tanden zichtbaar een basaal kenmerk daar meer afgeleide verwanten alle tanden hebben verloren. Vermoedelijk ontbreken ze bij de rechteronderkaak vanwege een beschadiging. Het dentarium heeft een gevorkt achtereinde dat de voorkant van het normale buitenste zijvenster omvat.
Aan de achterkant zijn het surangulare en het angulare aan hun buitenzijde diep uitgehold door een grote horizontale trog of fossa; het is in de dunne wand daarvan dat het kunstmatige gat viel. Die beschadiging maakt het ook onmogelijk vast te stellen of er zich een echt klein achterste surangulair foramen bevond. Het angulare, onderaan van het surangulare gescheiden door een rechte beennaad, heeft een robuuste onderrand. De voorste punt ervan overlapt een klein gedeelte van de onderste achterste tak van het dentarium. Aan de bovenste achterkant bevindt zich een klein trapezoïde articulare, dat het onderste kaakgewricht vormt. Het heeft geen noemenswaardig retroarticulair uitsteeksel aan de achterkant.

#### Postcrania
Van de wervelkom is alleen een reeks van vijf in verband gevonden halswervels bewaard die slecht gepreserveerd zijn. De wervellichamen zijn cilindrisch en langwerpig. De doornuitsteeksels zijn laag, met een lange basis vooraan op de wervelboog geplaatst die meer dan de helft van de lengte ervan beslaat. De bovenste ribgewrichten, de diapofysen, vormen grote vleugelvormige zijuitsteeksels en hebben een opvallende brede uitholling onder hun bases. Daarachter bevindt zich aan iedere zijde weer een kleinere pneumatische groeve. De onderste ribgewrichten, de parapofysen, zijn kleiner en hebben onder achteraan hun bases een kleine uitholling. De nekribben zijn met de gewrichten vergroeid, een teken dat het dier geen jong meer is. De achterste gewrichtsuitsteeksels vormen ook driehoekige vleugelvormige uitsteeksels, nu aan de achterzijde van de wervel. Ze overlappen in het fossiel de voorste gewrichtsuitsteeksels van de achterliggende wervels zo sterk dat die niet zichtbaar zijn.
In de schoudergordel zijn het schouderblad en het ravenbeksbeen vergroeid tot een scapulocoracoïde, opnieuw een kenmerk van een ouder dier. Het schouderblad, met een lengte van ongeveer 104 millimeter, is langwerpig en dun, zonder verbreed bovenste uiteinde. Het uitsteeksel aan de onderste voorkant, de processus acromialis, is zwak ontwikkeld en afgeschuind. De richel achteraan boven het schoudergewricht is echter goed ontwikkeld en loopt door tot over de voorkant. Erboven ligt een erg ondiepe uitholling als aanhechting voor de Musculus scapulotriceps. Daarboven ligt vooraan weer een lage richel. Het schoudergewricht is naar bezijden en achteren gericht. Het ravenbeksbeen heeft een kort achterste uitsteeksel; de in het verlengde daarvan liggende richel onder het schoudergewricht is zwak gevormd. Iets boven die richel ligt een naar voren lopend beenplateau.
Het opperarmbeen is met een lengte van zo'n negen centimeter wat korter dan het schouderblad en slank gebouwd met een rechte schacht, rond in doorsnede. De deltopectorale kam is laag en kort met maar een kwart van de schachtlengte. Dit duidt op een zwakke musculatuur. De onderste gewrichtsknobbels, ongeveer gelijk in grootte, liggen in hetzelfde vlak als de kop en de schacht is dus niet rond de lengteas gewrongen. De gewrichtsknobbels worden niet versterkt door verdikte beenstijlen. In de onderarm, die iets korter is dan de bovenarm, zijn de ellepijp en het wat nauwere spaakbeen elegant en kaarsrecht. Beide botten hebben afgevlakte uiteinden wat zou kunnen duiden op een beperkte rotatie ten opzichte van elkaar en dus van de onderarm als geheel. De ellepijp, eenentachtig millimeter lang, toont bovenaan slechts een kort uitsteeksel, een processus olecrani. Het spaakbeen is wat korter met ongeveer zesenzeventig millimeter.
Bij het fossiel is een fraai uitwaaierende linkerhand bewaard gebleven, met een lengte van ruim tien centimeter, die op het oog een natuurlijke en gave voortzetting vormt van de onderarm, zij het dat de polsbeenderen en de bovenkant van de hand daardoor bedekt worden. De indeling van de handelementen wijkt echter fundamenteel af van die bij verwante soorten. De beschrijvers hebben daarom nauwkeurig gecontroleerd of dit geen gevolg kon zijn geweest van een foute restauratie door de oorspronkelijke ontdekkers die elementen zouden hebben kunnen toegevoegd en verplaatst om het geheel te verfraaien. Daarvan konden ze echter geen spoor ontdekken. De interpretatie van de hand en identificatie van de individuele elementen wordt daardoor uiterst problematisch. Zoals op de plaat bewaard heeft de hand een eerste digitus, hier als aanduiding voor de vinger plus het overeenkomende middenhandsbeen,  met twee elementen, en een tweede en derde met vier elementen. De normale formule, inclusief middenhandsbeenderen, is daarentegen 3-4-5-x-x. Dat betekent dat bij de eerste en derde digitus een element verdwenen moet zijn. Volgens de beschrijvers zijn dat het eerste kootje van de eerste vinger en een van de drie kootjes van de derde vinger. Deze zouden volledig gereduceerd zijn, dat wil zeggen door een evolutionair proces bij het levende dier afwezig zijn geweest, en dus niet toevallig door een onvolledigheid van het fossiel ontbreken. De bovenste aanwezige elementen zijn daarmee de middenhandsbeenderen. Deze interpretatie stuit echter op enkele bezwaren. De vermeende middenhandsbeenderen liggen niet tegen elkaar aan, zoals bij verwante soorten maar los gespreid. Daarbij zou dan het eerste middenhandsbeen zeer langwerpig zijn met een zichtbare lengte van drieëndertig millimeter, in plaats van korter te zijn dan het (eenendertig millimeter lange) tweede middenhandsbeen en direct een klauw dragen, een unicum. Daarom gaven de beschrijvers als alternatief dat het zichtbare element het eerste kootje is en het eerste middenhandsbeen afwezig is, door reductie of door onvolledigheid. Het laatste zou ook bij de derde digitus gebeurd kunnen zijn zodat de formule mogelijkerwijs in het echt geheel normaal was. De elementen van de tweede en derde digitus liggen echter, sterk op elkaar gelijkend, geheel parallel. Daarbij zijn de bovenste zichtbare elementen van de derde digitus niet erg kort zoals bij de bovenste kootjes van de derde vinger van andere ornithomimosauriërs maar juist langgerekt. De beschrijvers concludeerden daarom dat aan de derde vinger een kootje ontbrak. Een bovenste langer element, met een lengte van drieëntwintig millimeter, lijkt als eerste kootje de plaats van het normale korte eerste en tweede kootje te hebben ingenomen. Misschien is het een verlenging van een van deze twee kootjes, misschien hun vergroeiing. De ingewikkelde situatie wordt er niet inzichtelijker op doordat de beschrijvers de hypothese van Xu Xing volgen, dat de frameshift — die bij de aftakking waartoe de vogels behoren wellicht ervoor gezorgd heeft dat de tweede tot en met vierde vinger de vorm kregen van de eerste tot en met derde vinger — zich al bij de Tetanurae voordeed en ze dus ook bij de tetanuur Hexing de vingers als numero twee, drie en vier aanduiden, in afwijking van de normale terminologie.
In het algemeen zijn de vingerkootjes opvallend slank en langwerpig. Ze hebben scharniergewrichten aan hun onderste uiteinden die nauw aansluiten bij het holle gewrichtsoppervlak van het boveneinde van het volgende kootje. Aan de buitenzijde van de onderkant is steeds de uitholling voor het gewrichtskapsel goed ontwikkeld en deze is ook bijna precies zijwaarts gericht. De handkauwen zijn vrij groot, tamelijk krom, en hebben een afgevlakte onderzijde met aan het achtereind een klein knobbeltje voor de pees van de buigende spier dat wat voor het gewrichtsvlak is gelegen. De groeve voor de hoornschacht loopt parallel aan de onderkant. De duimklauw, tweeëntwintig millimeter lang, is het dikst; de tweede klauw met drieëntwintig millimeter iets langer maar bovenaan slanker hoewel er zich op de bovenste schacht vooraan een verdikking voordoet; de derde is met een lengte van achttien millimeter het kleinst en duidelijk slanker.
Het korte dijbeen is sterk gebogen, met een bolle voorkant. Van de beide dijbeenderen is het rechter sterk gerestaureerd en het linker aan de binnenzijde zwaar geërodeerd, zodanig dat de vorm en oriëntatie van de dijbeenkop niet meer betrouwbaar vast te stellen zijn. De bovenkant van de schacht wordt bekroond door een afgeronde beenstijl, de trochanter major. Deze heeft aan de buitenste zijkant een lange uitholling die achteraan begrensd wordt door een lage verticale richel. Meer vooraan bevindt zich een vleugelvormige en robuuste trochanter minor die opvallend zijwaarts uitsteekt met een dikke richel op de uiterste rand die de vleugel verdeelt in een voorwaarts en achterwaarts gericht facet. Een duidelijke vierde trochanter is op de achterrand van de dijbeenschacht niet zichtbaar. Het onderste uiteinde van het dijbeen is licht verbreed, waarbij de binnenste gewrichtsknobbel beter ontwikkeld is dan de buitenste.
Het onderbeen is zeer lang vergeleken met het dijbeen, 37% langer dan het bovenbeen. Dit duidt op een goed vermogen tot rennen. Het kenmerk hangt vermoedelijk samen met de geringe lichaamsomvang; de jongen van grotere soorten hebben relatief soms nog langere onderbenen. Het scheenbeen, kuitbeen, sprongbeen en calcaneum lijken geheel vergroeid, een teken dat het holotype géén jong is. Het onderste uiteinde van het kuitbeen rust tegen de buitenste zijkant van het ruim 185 millimeter lange scheenbeen, een basaal kenmerk; bij de ornithomimiden ligt het meer naar voren toe. Door de slechte preservering zijn bij de elementen van het onderbeen en de enkel nauwelijks details zichtbaar.
In de middenvoet lijkt het vijfde middenvoetsbeen geheel verdwenen. Het eerste middenvoetsbeen, dat aan de binnenste zijkant een duidelijke groeve voor het gewrichtskapsel draagt, is gereduceerd tot de helft van de lengte van het tweede, het langste met zesentachtig millimeter. Het derde is met vierentachtig millimeter bijna even lang als het tweede, het vierde iets korter, ongeveer negenenzeventig millimeter lang. De middenvoet is niet speciaal verlengd, een basaal kenmerk, evenals het vrij brede bovenste uiteinde van het derde middenvoetsbeen dat bovenaan maar iets toegeknepen is: de voet is dus niet arctometatarsaal zoals bij meer afgeleide vormen waar de bovenkant geheel van de voorzijde van de voet gedrongen wordt. De buitenste zijkant van het vierde middenvoetsbeen is iets uitgehold. De onderste uiteinden van de middenvoetsbeenderen zijn licht bol.
De derde teen is met zesenhalve centimeter het langst, de tweede en vierde zijn even lang, zo'n zes centimeter, de eerste met vierenveertig millimeter het kortst. De teenkootjes behouden naar onderen toe veel van hun lengte, een basaal kenmerk; bij ornithomimiden verkorten ze sterk. De teenkootjes hebben scharniergewrichten met een duidelijke uitholling aan de buitenste zijkant voor de gewrichtskapsels. De voetklauwen hebben vlakke onderkanten; de tweede klauw is met twee centimeter lengte het grootst en het vlakst. Aan de achterste onderkant draagt iedere klauw een goed ontwikkeld knobbel voor de pees van de buigende spier. De formule van de teenkootjes is de gebruikelijke 2-3-4-5-0.

## Fylogenie
Hexing is door de beschrijvers na een kladistische analyse basaal in de Ornithomimosauria geplaatst, boven Pelecanimimus in de stamboom en als even waarschijnlijk verwant aan Shenzhousaurus als aan een afgeleide clade bestaande uit Harpymimus, Beishanlong, en de hoger afgesplitste Garudimimus en de Ornithomimidae.
De gevonden stamboom toont dit kladogram:
|         | Beishanlong                                                    |
|         |                                                                |
|         | Harpymimus                                                     |
|         |                                                                |
| unnamed | \| \| Garudimimus \| \| \| \| \| \| Ornithomimidae \| \| \| \| |
|         | \| \| Garudimimus \| \| \| \| \| \| Ornithomimidae \| \| \| \| |
|         | Garudimimus                                                    |
|         |                                                                |
|         | Ornithomimidae                                                 |
|         |                                                                |

|  | Garudimimus    |
|  |                |
|  | Ornithomimidae |
|  |                |

|         | Beishanlong                                                    |
|         |                                                                |
|         | Harpymimus                                                     |
|         |                                                                |
| unnamed | \| \| Garudimimus \| \| \| \| \| \| Ornithomimidae \| \| \| \| |
|         | \| \| Garudimimus \| \| \| \| \| \| Ornithomimidae \| \| \| \| |
|         | Garudimimus                                                    |
|         |                                                                |
|         | Ornithomimidae                                                 |
|         |                                                                |

|  | Garudimimus    |
|  |                |
|  | Ornithomimidae |
|  |                |

|         | Beishanlong                                                    |
|         |                                                                |
|         | Harpymimus                                                     |
|         |                                                                |
| unnamed | \| \| Garudimimus \| \| \| \| \| \| Ornithomimidae \| \| \| \| |
|         | \| \| Garudimimus \| \| \| \| \| \| Ornithomimidae \| \| \| \| |
|         | Garudimimus                                                    |
|         |                                                                |
|         | Ornithomimidae                                                 |
|         |                                                                |

|  | Garudimimus    |
|  |                |
|  | Ornithomimidae |
|  |                |

|         | Beishanlong                                                    |
|         |                                                                |
|         | Harpymimus                                                     |
|         |                                                                |
| unnamed | \| \| Garudimimus \| \| \| \| \| \| Ornithomimidae \| \| \| \| |
|         | \| \| Garudimimus \| \| \| \| \| \| Ornithomimidae \| \| \| \| |
|         | Garudimimus                                                    |
|         |                                                                |
|         | Ornithomimidae                                                 |
|         |                                                                |

|  | Garudimimus    |
|  |                |
|  | Ornithomimidae |
|  |                |

Hexing en Senzhousaurus zijn, ook als we de door de beschrijvers aangegeven ondergrens voor hun datering aannemen, de oudste bekende ornithomimosauriërs: Pelecanimimus stamt uit het late Barremien van Spanje. Aangezien die laatste vorm basaler is, achtten de beschrijvers het waarschijnlijk dat er in het Onder-Krijt eerder een verbinding tussen Azië en Europa bestond dan het Aptien zoals meestal wordt aangenomen. Hexing zou een aanwijzing zijn dat de evolutie van de ornithomimosauriërs zich voor het grootste deel van hun geschiedenis in Azië heeft voltrokken; pas later in het Opper-Krijt zou een enkele oversteek naar Noord-Amerika tot een radiatie aldaar hebben geleid.